# Bataille de Guadalajara
Pour les articles homonymes, voir Guadalajara.
Guerre d'Espagne
Batailles
La bataille de Guadalajara (8 mars - 23 mars 1937) s'est déroulée lors de la guerre d'Espagne. L'armée populaire espagnole y a affronté un corps expéditionnaire italien, le Corpo Truppe Voluntarie, qui avait l'appui d'autres unités nationalistes.
L'offensive italienne a débuté le 8 mars et s'est achevée le 11 mars. Du 12 au 14 mars, les forces républicaines furent attaquées par les unités nationalistes espagnoles. La contre-offensive républicaine se déroula du 18 au 23 mars.

## Contexte
La branche nord de la tenaille nationaliste autour de Madrid.[pas clair]

### Conditions stratégiques
Après l'échec de la troisième offensive sur Madrid, Francisco Franco décida de prolonger l'attaque, afin de prendre en tenaille la capitale. Les forces nationalistes, bien que victorieuses à la bataille du Jarama, étaient épuisées et n'auraient pu mener à bien cette opération sans aide. Après la prise de Malaga, les Italiens avaient un bon moral et Benito Mussolini donna son accord pour qu'ils participent à cette bataille.
Le commandant italien, le général Roatta, prévoyait de contourner les défenses de Madrid par le nord-ouest. Après avoir rejoint les forces nationalistes installées sur le Jarama, ils prendraient ensemble le chemin de Madrid. Les Italiens devaient mener l'assaut principal tandis que la division espagnole « Soria » était chargée de les renforcer : elle ne joua d'ailleurs aucun rôle pendant les cinq premiers jours. L'offensive devait être menée sur un passage large de 25 kilomètres dans l'axe Guadalajara - Alcalá de Henares. Cette zone desservie par cinq routes en bon état était adaptée à une avance rapide. Trois autres voies aboutissaient à Guadalajara, ce qui permettait de prendre la ville.

### Forces en présence
Les nationalistes disposaient de 35 000 soldats, 222 canons, 108 chars légers (chenillettes) Fiat Ansaldo CV-33 et CV-35, 32 véhicules blindés, 3 685 autres véhicules et 60 avions chasseurs Fiat CR.32.
Les forces républicaines présentes dans la région dépendaient de la 12e division, sous le commandement du colonel Lacalle. Elles comptaient 10 000 soldats équipés de seulement 5 900 fusils, 85 mitrailleuses et 15 canons. Une compagnie de chars légers T-26 fut également envoyée en soutien. Aucune fortification n'avait été établie autour de Guadalajara, qui était considérée comme calme. L'état-major de l'armée républicaine s'attendait en fait à subir une attaque à partir du front sud.

## Offensive italienne

### 8 mars
Après 30 minutes de pilonnage des positions de la 50e brigade républicaine par l'artillerie et l'aviation italienne, le corps expéditionnaire commença à avancer. Aidés par leurs chars Fiat Ansaldo, ils enfoncèrent la ligne de défense républicaine. Le commandant de la 12e division demanda le renfort d'une compagnie de chars et davantage d'infanterie. L'assaut italien fut ralenti, notamment à cause du brouillard qui limitait par endroits la visibilité à 100 mètres. À la fin de la journée, les Italiens avaient avancé d'une bonne dizaine de kilomètres, en prenant les communes de Mirabueno, Alaminos et Castejón.

### 9 mars

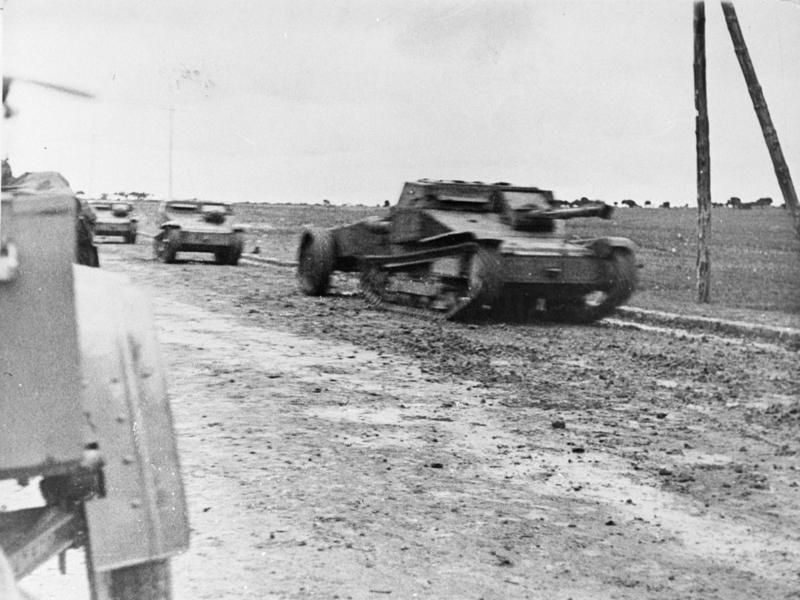
Chars italiens à Guadalajara (Fonds des Archives fédérales allemandes.

Les Italiens reprirent leur assaut, mais ils furent à nouveau ralentis par le brouillard. La 50e brigade républicaine se replia sans combattre. Vers midi, l'avance italienne fut stoppée grâce à l'intervention de la XIe brigade internationale, composée des bataillons « E. Andre », « E. Thälmann » et « Commune de Paris », qui comportaient des combattants allemands, français et des pays balkaniques. Les Italiens firent avancer le front d'une quinzaine de kilomètres, en prenant Almadrones, Cogollor et Masegoso. Dans la soirée, leur avant-garde atteignait la banlieue de Brihuega, où ils ralentirent pour élargir la brèche dans les lignes républicaines. Cette rupture dans le mouvement ne suivait pas la stratégie du Blitzkrieg qu'ils s'étaient fixée, mais il était indispensable que les soldats se reposent.
Pendant cette journée, les forces républicaines disposaient de la XIe brigade internationale, de batteries d'artillerie et de deux compagnies de la 49e brigade de la 12e division. Cela représentait 1 850 soldats équipés de 1 600 fusils, 34 mitrailleuses, 6 canons et 5 chars. À la fin de la journée, des renforts commencèrent à arriver. Le colonel Enrique Jurado reçut en effet l'ordre de former le IVe corps d'armée à Torija, avec la 11e division de Lister au centre, la 12e division sur le flanc gauche et la 14e division de Mera sur la droite.

### 10 mars
Les forces républicaines reçurent de nouveaux renforts : la XIIe brigade internationale (les bataillons « Jarosław Dąbrowski » et « Giuseppe Garibaldi »), trois batteries d'artillerie et un bataillon de chars. Les effectifs s'élevaient alors à 4 350 soldats, équipés de 8 mortiers, 16 canons et 26 chars légers.
Au matin, les Italiens bombardèrent avec l'aviation et l'artillerie et attaquèrent les positions de la XIe brigade internationale sans succès. Ils disposaient alors de 26 000 soldats, 900 mitrailleuses, 130 chars et d'un grand nombre de canons. Les nationalistes s'emparèrent des villes de Miralrio et Brihuega, cette dernière étant enlevée sans beaucoup de résistance.
Dans l'après-midi, ils continuèrent à attaquer les positions de la XIe et XIIe brigade, toujours sans progresser. À Torija, ils tombèrent sur les Italiens du bataillon « Garibaldi ». Durant l'escarmouche, les communistes italiens proposèrent aux fascistes de rejoindre les rangs républicains. L'affrontement cessa dans la soirée et les nationalistes établirent des positions défensives.
À la fin de cette journée, Lacalle démissionna de son poste de commandement, officiellement pour raisons de santé, plus probablement parce qu'il n'appréciait pas d'avoir été dépassé par Jurado. La 12e division passa alors sous le commandement du communiste italien Nino Nanetti.

### 11 mars
Les Italiens enfoncèrent la ligne de défense des XIe et XIIe brigades, obligées de battre en retraite sur la route principale. L'avant-garde italienne fut stoppée trois kilomètres avant la ville de Torija. La division espagnole « Soria » prit les villes de Hita et Torre del Burgo.

## La contre-attaque républicaine

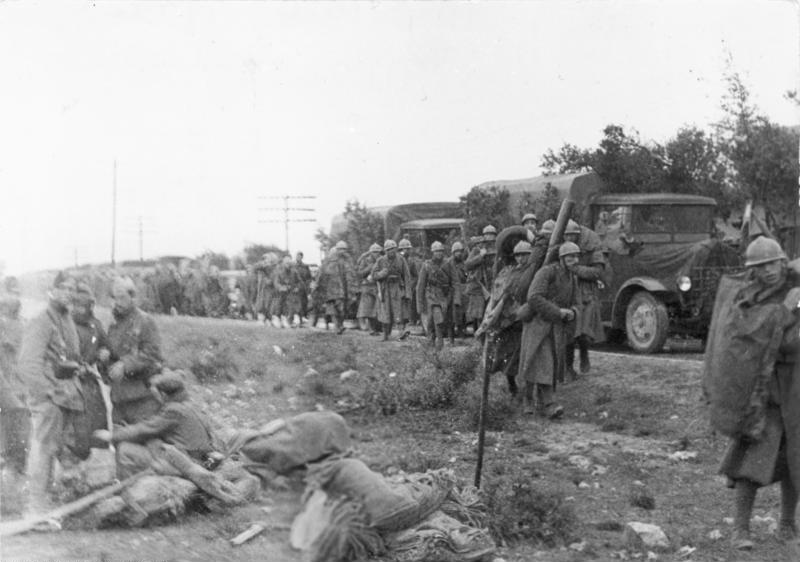
Forces nationalistes à Guadalajara (Fonds des Archives fédérales allemandes).

### 12 mars
Après un regroupement dans la matinée, les forces républicaines commandées par Enrique Lister lancèrent une contre-offensive vers midi. Environ 100 avions chasseurs Chato et Raga, plus deux escadrons de bombardiers Katiusha décollèrent d'Albacete.  Les avions Fiat appartenant à la force aérienne de la légion nationaliste étaient cloués au sol sur des aérodromes détrempés, alors que les républicains disposaient d'une piste en béton à Albacete. Après avoir bombardé les positions italiennes, l'infanterie républicaine lança un assaut avec l'appui des chars légers T-26 et BT-5. Plusieurs blindés italiens furent détruits quand le général Roatta essaya de déplacer ses unités motorisées. Beaucoup s'embourbèrent et devinrent des cibles de choix pour l'aviation. Les républicains avancèrent jusqu'à Triquejera.

### 13 mars
La contre-offensive républicaine sur Triquejera, Casa del Cabo et Palacio de Ibarra connut un certain succès. La tactique consistait à concentrer la 11e division de Lister et toutes les unités blindées sur la route de Saragosse, tandis que la 14e division de Mera devait traverser la rivière Tajuña pour attaquer Brihuega. Les Italiens furent avertis de ce risque par le chef des opérations espagnol, le colonel Barroso, mais ils ignorèrent le conseil. Mera éprouva des difficultés à traverser la rivière, mais des membres locaux de la CNT lui indiquèrent l'endroit approprié pour placer un pont flottant.

### 14-17 mars
Le 14 mars, la plupart des formations républicaines prirent du repos, sauf quelques attaques aériennes. Les bataillons « Garibaldi » et « A. Marty » s'emparèrent du Palacio de Ibera. Pendant les jours suivants, les forces républicaines se regroupèrent.

### 18 mars
À l'aube, Mera traversa avec la 14e division le pont flottant sur la rivière Yajuña. Le temps était franchement mauvais, et si leurs mouvements furent dissimulés par un rideau de neige fondue, cela les retarda pour passer à l'action. En début d'après-midi, la météo s'améliora suffisamment pour que l'aviation puisse intervenir. Vers 13 h 30, Jurado donna l'ordre d'attaquer. Enrique Lister  fut ralenti par la division italienne Littorio, probablement la meilleure des unités italiennes. La 14e division réussit presque à encercler Brihuega, et les nationalistes se retirèrent dans la panique. Les derniers soldats italiens furent vaincus par la XIe brigade internationale. Une contre-attaque sur les positions républicaines échoua. La division « Littorio » se retira en bon ordre, ce qui sauva les Italiens du désastre.

### 19-23 mars
Les forces républicaines reprirent Gajanejos et Villaviciosa de Tajuña. Leur offensive s'arrêta sur une ligne Valdearenas – Ledanca – Hontanares, car Franco avait envoyé des renforts qui établirent une ligne de défense entre Ledanca et Hontanares.

## Conséquences
Les pertes furent assez élevées, surtout pour le corps expéditionnaire italien : le camp nationaliste perdit environ 5 000 hommes (pour la plupart italiens), et un nombre important de chars légers et d'avions.
D'un point de vue psychologique, la bataille de Guadalajara contribua largement à remonter le moral des troupes. Herbert Matthews, journaliste réputé du New York Times et correspondant de guerre en Espagne, déclara que Guadalajara était « pour le fascisme ce que Bailén fut pour Napoléon ». Dans l'autre camp, le moral des troupes italiennes et le prestige de Mussolini, qui avait personnellement préparé l'opération et organisé le déploiement de ses troupes, furent gravement entamés.
D'un point de vue stratégique, la victoire des républicains - la dernière grande victoire - permit d'empêcher l'encerclement de Madrid, brisant les espoirs de Franco de mettre rapidement fin à la guerre en s'emparant de la capitale. Franco tira les leçons de cet échec et changea de stratégie, délaissant la capitale pour attaquer les zones républicaines isolées, en commençant par le nord de la péninsule.
Certaines autorités militaires de l'époque, comme l'État Major de l'armée française (en accord avec leur doctrine) signalèrent que l'échec des tanks italiens à Guadalajara démontrait l'inefficacité des formations blindées contre une défense d'artillerie échelonnée en profondeur et qu'en conséquence, les tanks ne pouvaient être considérés comme des éléments décisifs dans la guerre moderne. Une exception notable à ces vues fut Charles de Gaulle. Au contraire, les alliés allemands de Franco considérèrent que le principal facteur de la déroute fut la grave erreur des chefs italiens, jugés incompétents, qui lancèrent une attaque de tanks au milieu de conditions climatiques défavorables, sans s'assurer d'abord d'un appui aérien suffisant et en constituant un corps blindé composé majoritairement de simples chenillettes légères, inadaptées à un combat intense, étant donné l'existence de sérieux défauts mécaniques dans les tanks italiens. Ceux-ci les condamnaient à rester embourbés sur sols boueux. De surcroît, les chefs italiens avaient fait de nombreuses pauses tout au long de l'attaque au lieu de maintenir une avance rapide et décisive.